# Чорний Яр (Тегульдетський район)
Чо́рний Я́р (рос. Чёрный Яр) — селище в складі Тегульдетського району Томської области, Росія. Входить до складу чорноярського сільського поселення.

## Населення
Населення — 460 осіб (2010; 660 у 2002).
Національний склад (станом на 2002 рік):
- росіяни — 93 %